# Kamptokormie
Unter Kamptokormie, auch latinisiert Camptocormia, von altgriechisch κάμπτειν kamptein = beugen und κόρμος kormos = Rumpf, versteht man eine unwillkürliche aktive Beugung des Rumpfes nach vorne. Ursache ist eine unwillkürliche (dystone) Anspannung der Rumpfbeugemuskulatur, die sich bei aufrechter Körperhaltung verstärkt, das heißt vor allem beim Stehen, weniger beim Sitzen.

## Erkrankungen
Die Kamptokormie kommt vor bei
- Parkinson-Syndrom[2]
- Multisystematrophie
- Dystonien des Rumpfes bzw. der Bauchwandmuskulatur

Ferner kann die vornübergebeugte Körperhaltung auch als Symptom einer Hysterie auftreten.

## Behandlung
Die Behandlung ist schwierig. In manchen Fällen hilft die Injektion von Botulinumtoxin in die Bauchmuskulatur, selten wirken Medikamente (z. B. Kortison, L-Dopa). Bei Parkinson-Patienten helfen Medikamente oft nicht gegen die Kamptokormie, selbst dann nicht, wenn die Patienten ansonsten gut medikamentös behandelt werden können.
Der Behandlungsansatz innerhalb der Physiotherapie bei Kamptokormie ist bislang noch nicht nach Studien explizit untersucht. Die kontinuierliche Behandlung durch Physiotherapie kann die Symptome lindern, ändert aber vermutlich den Verlauf nicht.
Experimentell ist die Behandlung der Kamptokormie durch die tiefe Hirnstimulation (THS). Die Berichte über Behandlungserfolge bei der THS sind aber divergent.